# E (metro de Nueva York)
La E Eighth Avenue Local (línea E local de la Octava Avenida en español) es un servicio del metro de Nueva York. Las señales de las estaciones, el mapa del metro de Nueva York, y los letreros digitales están pintados en color azul, ya que representa el color de la línea de la Octava Avenida que pasa sobre Manhattan.
El servicio de la línea E opera todo el tiempo. El servicio normal para la línea E es del Jamaica Center–Parsons/Archer en Jamaica, Queens, hacia el World Trade Center en el Bajo Manhattan vía Queens Boulevard y la Octava Avenida, y operando como ruta expresa en Queens y local en Manhattan.
Durante la noche, el servicio E opera local a lo largo de toda su ruta. También hace dos paradas locales en eastern Queens (Avenida 75 y Van Wyck Boulevard-Briarwood) en las mañanas y los fines de semana.
Durante las horas limitadas de horas pico, el servicio opera completamente expreso hacia la calle 179 al final de la línea Queens Boulevard en Jamaica. Este servicio fue añadido en el 2001, cuando el servicio V fue introducido para que los usuarios de esa línea tuviesen acceso hacia la línea de la calle 33.
La flota del servicio E está compuesta principalmente por vagones modelos R32s, y en ocasiones raras, por modelos R46s.
Las siguientes líneas son usadas por el servicio E:
| Línea                                                                                                | Vías                                                    | Cuando             |
| --- | ------------------------------------------------------- | ------------------ |
| Línea de la Avenida Archer (línea completa)                                                          | N/D                                                     | siempre            |
| Línea Queen Boulevard al norte de Briarwood–Van Wyck Boulevard                                       | expreso                                                 | solo en horas pico |
| Línea Queen Boulevard desde Van Wyck Boulevard hacia Forest Hills–Avenida 71                         | expreso (local en las noches, mañanas, y fin de semana) | siempre            |
| Línea Queen Boulevard al sur de la avenida 71                                                        | expreso (local en las noches)                           | siempre            |
| Línea de la Octava Avenida desde la calle 42–Port Authority Bus Terminal hacia el World Trade Center | local                                                   | siempre            |

## Historia

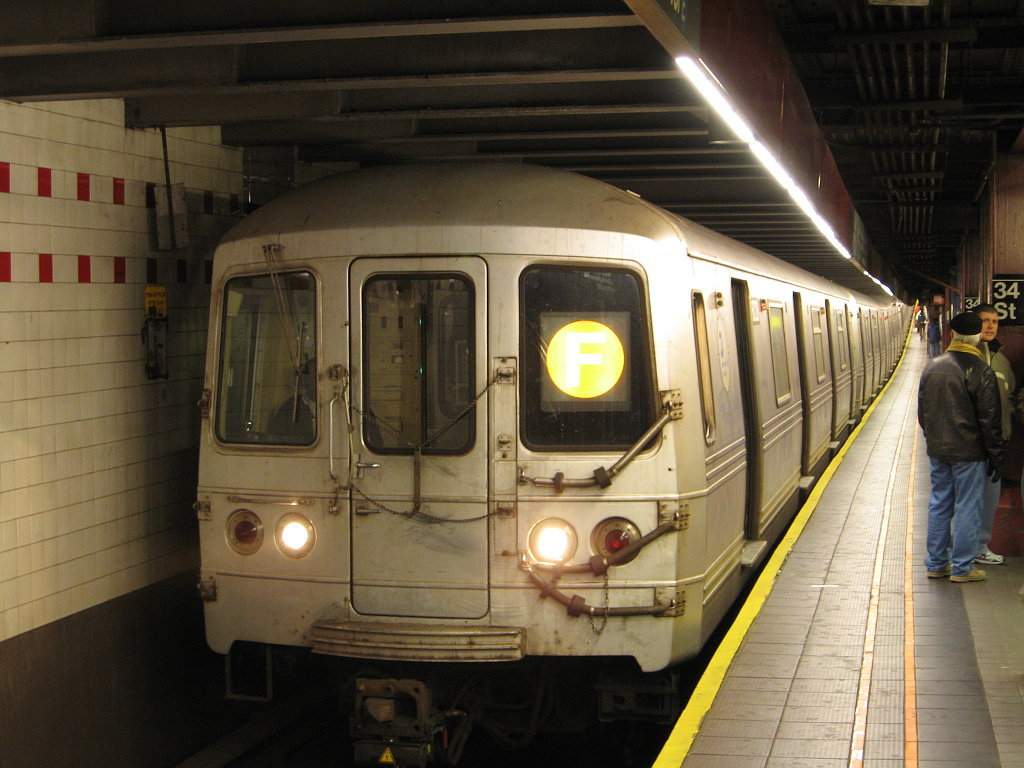
Un tren modelo R46 del servicio F en la estación Herald Square, con dirección hacia Queens.

- El 19 de agosto de 1933, el servicio E empezó a operar oficialmente, operando desde la avenida Roosevelt-Jackson Heights y la terminal Hudson Terminal (actual estación de World Trade Center).

- Durante 1936, la línea de la Sexta Avenida fue construida hacia Lower East Side-Segunda Avenida y la calle Jay-Borough Hall. Los trenes del servicio E empezaron a operar en esa lInea, reemplazando al servicio A hacia la avenida Church.

- El 31 de diciembre de 1936, y el 24 de abril de 1937, la línea Queens Boulevard fue extendida hacia Union Turnpike–Kew Gardens y la calle 169, respectivamente.

- El 15 de diciembre de 1940, el servicio en toda la lInea de la Sexta Avenida empezó. El servicio E tenía su estación en Broadway–Calle Lafayette. Al sur de esa estación, fue reemplazada por los trenes del servicio F.

- El 10 de diciembre de 1950, la calle 179 abrió. Los servicios E tenían su terminal aquí, operando como ruta expresa entre Queens Plaza y la avenida 71.

- Durante 1954, los trenes E operaban como ruta expresa en Manhattan durante las horas pico.

- En 1956, el servicio se expandió hacia la avenida Euclidy durante las horas pico operaba como local.

- En 1963, el servicio E se convirtió en una ruta expresa hacia Brooklyn y fue expandida hacia the Rockaways, empezando por la avenida Euclid y después hacia el bulevar Lefferts durante las horas pico.

- El 2 de enero de 1973, los trenes del servicio E empezaron otra vez a hacer rutas locales en Brooklyn, operando solamente hacia Rockaway Park–Calle 116 Beach only.

- El 27 de agosto de 1976, el servicio E fue eliminado de Brooklyn y su terminal fue el World Trade Center.

- El 11 de diciembre de 1988, la línea de la Avenida Archer abrió. Los trenes del servicio E cambiaron de ruta vía este ramal, haciendo paradas en los niveles más altos del bulevar Sutphin y en la estación del Jamaica Center. El servicio de los trenes E ahora se saltean a la estación de la avenida 75 y el bulevar Van Wyck durante los días de semana. El servicio R fue extendido hacia la calle 179, pero después fue suspendido.

- En 1997, el servicio E empezó a funcionar local en Queens durante las altas horas de la noche.

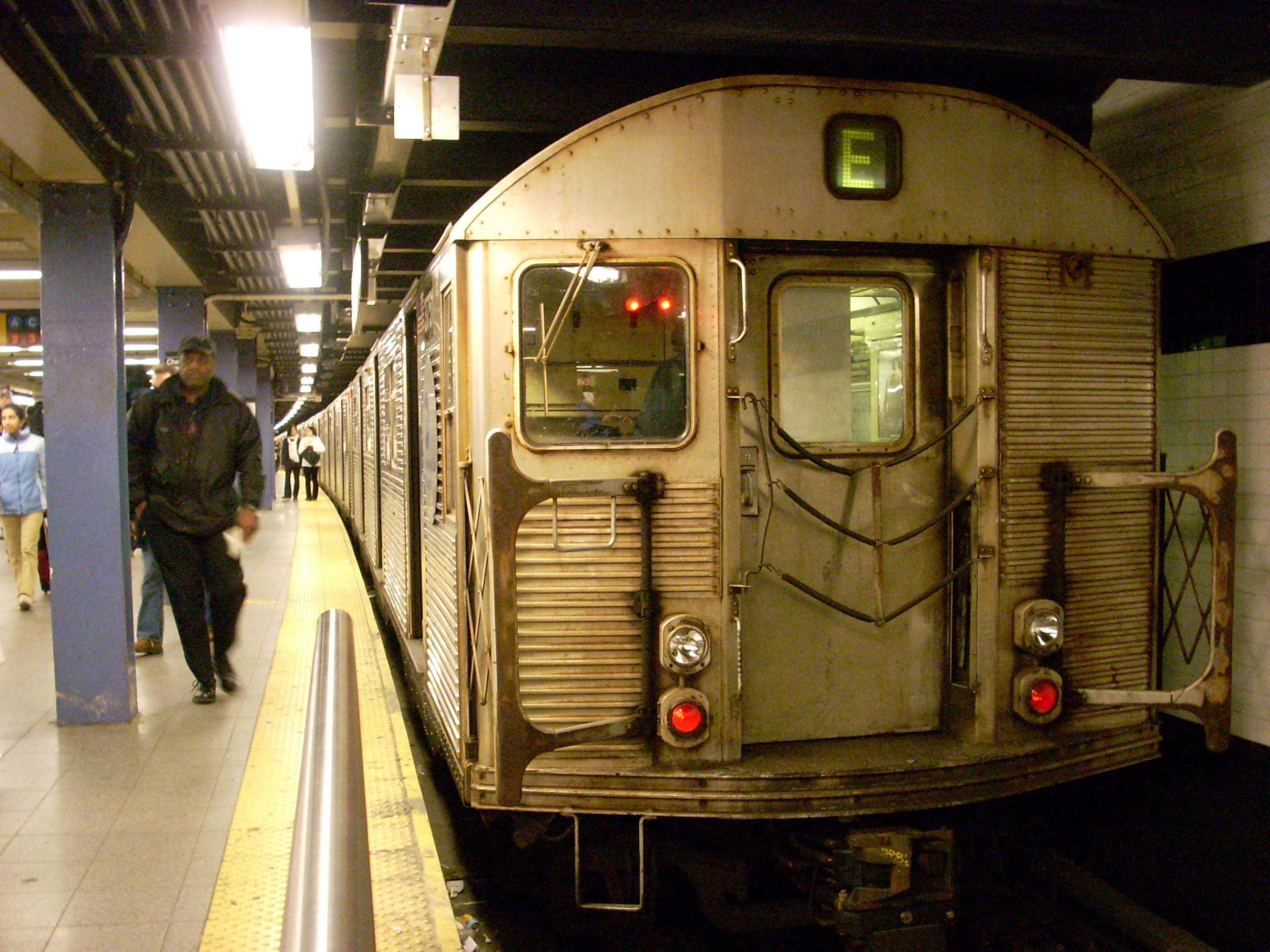
ModeloR32 del servicio E en el World Trade Center.

- El servicio E fue gravemente afectado por los Ataques del 11 de septiembre de 2001 porque su terminal estaba en la esquina noreste del World Trade Center. Después empezó a operar hacia la avenida Euclid en Brooklyn como ruta local en la línea de la calle Fulton todo el tiempo excepto en altas horas de la noche, reemplazando el temporalmente suspendido servicio C—la tercera vez que ha operado al borough. Esto ya había pasado en 1976, y a principios del 2000 durante el reemplazo del cambio de vías hacia la estación del World Trade Center. El 21 de septiembre de 2001, el servicio C empezó a funcionar, y el servicio E fue cortado hacia la calle Canal (ya que el World Trade Center podría estar cerrado hasta enero).

- El 16 de diciembre de 2001, la conexión entre el túnel de la calle 63 hacia la línea Queens Boulevard Line abrió, y los trenes del servicio F fueron cambiados re ruta para poder viajar entre Manhattan y Queens. Algunos trenes del servicio E ahora operan en la calle 179.

- El servicio EE operó originalmente local como parte de la Línea de la Octava Avenida desde la 71a-Avenida Continental y la calle Chambers durante horas pico y cuando el servicio when the GG no operaba. Este servicio fue descontinuado cuando la línea de la Sexta Avenida fue completada en 1940. Sin embargo, el servicio EE reapareció en 1967 cuando empezó a operar con la 71a-Avenida Continental y la calle Whitehall vía Broadway como ruta local durante el mediodía, reemplazando al servicio QT y al servicio RR. Este servicio fue descontinuado en 1976 y reemplazado por el servicio N.

## Estaciones
Para más detalles sobre las estaciones listadas aquí, vea las líneas del artículo de arriba.
| Leyenda de la estación de servicio                       | Leyenda de la estación de servicio                       |
| -------------------------------------------------------- | -------------------------------------------------------- |
| Hace paradas todo el tiempo                              | Paradas todo el tiempo                                   |
| Hace paradas todo el tiempo                              | Paradas todo el tiempo excepto a altas horas de la noche |
| Hace paradas sólo en la noche                            | Paradas sólo en la noche                                 |
| Hace paradas en las noches y días de semanas             | Paradas sólo en la noche y fin de semanas                |
| Hace paradas sólo los días de semana                     | Paradas en días de semana                                |
| Hace paradas en horas pico en direcciones congestionadas | Paradas horas pico o vías congestionadas                 |
| Detalles del periodo de tiempo                           |                                                          |

| Servicio E                                   | Station                                     | Acceso para discapacitados | Subway transfers | Connections                                                                         |
| -------------------------------------------- | ------------------------------------------- | -------------------------- | --- | ----------------------------------------------------------------------------------- |
| Queens                                       |                                             |                            | |                                                                                     |
| Hace paradas todo el tiempo                  | Jamaica Center–Parsons/Archer               | Acceso para discapacitados | J Z |                                                                                     |
| Hace paradas todo el tiempo                  | Sutphin Boulevard–Archer Avenue–JFK Airport | Acceso para discapacitados | J Z | LIRR en Jamaica AirTrain JFK                                                        |
| Hace paradas todo el tiempo                  | Jamaica–Van Wyck                            | Acceso para discapacitados | |                                                                                     |
| Hace paradas en las noches y días de semanas | Briarwood–Van Wyck Boulevard                |                            | F |                                                                                     |
| Hace paradas todo el tiempo                  | Kew Gardens–Union Turnpike                  |                            | F | Bus Q10 hacia el Aeropuerto inter. JFK                                              |
| Hace paradas en las noches y días de semanas | 75th Avenue                                 |                            | F |                                                                                     |
| Hace paradas todo el tiempo                  | Forest Hills–71st/Continental Avenues       |                            | F M R | LIRR Main Line en Forest Hills                                                      |
| Hace paradas sólo en la noche                | 67th Avenue                                 |                            | G |                                                                                     |
| Hace paradas sólo en la noche                | 63rd Drive–Rego Park                        |                            | G |                                                                                     |
| Hace paradas sólo en la noche                | Woodhaven Boulevard-Slattery Plaza          |                            | G |                                                                                     |
| Hace paradas sólo en la noche                | Grand Avenue–Newtown                        |                            | G |                                                                                     |
| Hace paradas sólo en la noche                | Elmhurst Avenue                             |                            | G |                                                                                     |
| Hace paradas todo el tiempo                  | Jackson Heights–Roosevelt Avenue            | Acceso para discapacitados | 7 (IRT Flushing Line) F M R | Bus Q33 hacia el Aeropuerto LaGuardia Bus Q47 hacia la terminal marina de LaGuardia |
| Hace paradas sólo en la noche                | 65th Street                                 |                            | G |                                                                                     |
| Hace paradas sólo en la noche                | Northern Boulevard                          |                            | G |                                                                                     |
| Hace paradas sólo en la noche                | 46th Street                                 |                            | G |                                                                                     |
| Hace paradas sólo en la noche                | Steinway Street                             |                            | G |                                                                                     |
| Hace paradas sólo en la noche                | 36th Street                                 |                            | G |                                                                                     |
| Hace paradas todo el tiempo                  | Queens Plaza                                | Acceso para discapacitados | M R |                                                                                     |
| Hace paradas todo el tiempo                  | 23rd Street–Ely Avenue                      |                            | G (IND Crosstown Line) M 7 <7> (IRT Flushing Line en 45th Road–Court House Square; transferencia solo con la MetroCard)                                      |                                                                                     |
| Manhattan                                    |                                             |                            | |                                                                                     |
| Hace paradas todo el tiempo                  | Lexington Avenue–53rd Street                | Acceso para discapacitados | 4 6 <6> (IRT Lexington Avenue Line en 51st Street) M |                                                                                     |
| Hace paradas todo el tiempo                  | Fifth Avenue–53rd Street                    |                            | M |                                                                                     |
| Hace paradas todo el tiempo                  | 7th Avenue-53rd Street                      |                            | B D |                                                                                     |
| Hace paradas todo el tiempo                  | 50th Street                                 | Acceso para discapacitados | A C | Las estaciones tienen accesibilidad para discapacitados solo en dirección sur       |
| Hace paradas todo el tiempo                  | 42nd Street–Port Authority Bus Terminal     | Acceso para discapacitados | A C 1 2 3 (IRT Broadway–Seventh Avenue Line), 7 <7> (IRT Flushing Line), N Q R W (BMT Broadway Line), S (42nd Street Shuttle) en el Times Square–42nd Street | Port Authority Bus Terminal                                                         |
| Hace paradas todo el tiempo                  | 34th Street–Penn Station                    | Acceso para discapacitados | A C | Amtrak, LIRR, NJ Transit en la estación Pennsylvania                                |
| Hace paradas todo el tiempo                  | 23rd Street                                 |                            | A C |                                                                                     |
| Hace paradas todo el tiempo                  | 14th Street                                 | Acceso para discapacitados | A C L (BMT Canarsie Line) |                                                                                     |
| Hace paradas todo el tiempo                  | West Fourth Street–Washington Square        | Acceso para discapacitados | A C B D F M (IND Sixth Avenue Line) | PATH en 9th Street                                                                  |
| Hace paradas todo el tiempo                  | Spring Street                               |                            | A C |                                                                                     |
| Hace paradas todo el tiempo                  | Canal Street-Holland Tinnel                 |                            | A C |                                                                                     |
| Hace paradas todo el tiempo                  | World Trade Center-Chambers Street          | Acceso para discapacitados | A C 2 3 (IRT Broadway–Seventh Avenue Line en Park Place) | PATH en el World Trade Center y los ferries de Hoboken Jersey City                  |